# アンダンテに恋をして!
『アンダンテに恋をして!』（アンダンテにこいをして）は、音楽ユニット・angelaの31作目のシングル。2021年7月7日にKING AMUSEMENT CREATIVE
から発売された。

## 概要
- 前回シングル『叫べ』から約半年ぶりのリリース。
- アニメ盤ジャケットは前期OP「乙女のルートはひとつじゃない!」とは対照的にカタリナ、マリア、メアリ、ソフィア、アンの5人がプリントされており、期間限定版ジャケットはアーティスト写真がプリントされている。
- アニメ盤にのみA面のTV size version、期間限定盤にのみBlu-rayが収録されている。

## 収録曲
アニメ盤
CD
- | 全作詞: atsuko、全作曲: atsuko・KATSU、全編曲: KATSU。 |                                            |        |               |      |
| #                                                      | タイトル                                   | 作詞   | 作曲・編曲    | 時間 |
| 1.                                                     | 「アンダンテに恋をして!」                  | atsuko | atsuko・KATSU | 3:52 |
| 2.                                                     | 「愛を謳う」                               | atsuko | atsuko・KATSU | 3:14 |
| 3.                                                     | 「アンダンテに恋をして!」(TV size version) | atsuko | atsuko・KATSU | 1:33 |
| 4.                                                     | 「アンダンテに恋をして!」(off vocal ver.)  | atsuko | atsuko・KATSU | 3:52 |
| 5.                                                     | 「愛を謳う」(off vocal ver.)               | atsuko | atsuko・KATSU | 3:13 |
| 合計時間:                                              | 合計時間:                                  | 15:45  |               |      |

期間限定盤
CD
- | 全作詞: atsuko、全作曲: atsuko・KATSU、全編曲: KATSU。 |                                           |        |               |      |
| #                                                      | タイトル                                  | 作詞   | 作曲・編曲    | 時間 |
| 1.                                                     | 「アンダンテに恋をして!」                 | atsuko | atsuko・KATSU | 3:52 |
| 2.                                                     | 「愛を謳う」                              | atsuko | atsuko・KATSU | 3:14 |
| 3.                                                     | 「アンダンテに恋をして!」(off vocal ver.) | atsuko | atsuko・KATSU | 3:52 |
| 4.                                                     | 「愛を謳う」(off vocal ver.)              | atsuko | atsuko・KATSU | 3:13 |
| 合計時間:                                              | 合計時間:                                 | 18:12  |               |      |

Blu-ray
- アンダンテに恋をして! （Music Clip）

## 楽曲解説
1. アンダンテに恋をして!
アニメ「乙女ゲームの破滅フラグしかない悪役令嬢に転生してしまった…X」オープニング
  - 前期オープニング「乙女のルートはひとつじゃない!」同様、お嬢様言葉やクラシック楽曲のメロディが使われた楽曲。今楽曲は交響曲第9番第4楽章「歓喜の歌」が使われている。
  - 監督から「ステップを踏めるお洒落な曲」というリクエストがあった[1]。
  - 曲名の「アンダンテ」について、atsukoは『ストーリー的にはカタリナは相変わらずモテるけれども、彼女自身が翻弄される部分もあるので、そこは「まあまあ、歩くぐらいの速度で恋をしていきましょうよ」という意味を込めて“アンダンテ”（音楽用語：歩くような速度で演奏する）としています。』と語っている[1]。
2. 愛を謳う
ラジオ「angelaのsparking!talking!show!」2021年7月3日分以降のエンディングテーマ
  - モデスト・ムソルグスキーの「組曲　展覧会の絵」の「プロムナード」をメロディラインに作曲され、その後半に「結婚行進曲」が使われた、クラシック楽曲がふんだんに使われた楽曲。

## カバー
アンダンテに恋をして!
- カタリナ・クラエス(CV:内田真礼)-劇場版『乙女ゲームの破滅フラグしかない悪役令嬢に転生してしまった…』Blu-rayに付属するキャラクターソングが収録されたCD内のM-2に収録[2]。